# William Dermott Molloy McDermott
William Dermott Molloy McDermott, auch Monseñor Demetrio (* 10. Mai 1930 in Dublin; † 19. August 2013), war römisch-katholischer Bischof von Huancavelica.

## Leben
William Dermott Molloy McDermott studierte Philosophie, Theologie und Gaeilge (Irisch-Gälisch) am St. Patrick’s College in Carlow. Am 5. Juni 1955 empfing er die Priesterweihe und war im Bistum Birmingham im US-Bundesstaat Alabama tätig. Über vierzehn Jahre war er Pfarrer in Peru, unter anderem in Huancarama. Er erlernte und studierte das örtliche Quechua. Er übersetzte Teile der Bibel und wirkte mit bei der Übersetzung des Messbuchs, des Rituale Romanum und des Katechismus ins Quechua.
Papst Paul VI. ernannte ihn am 19. Mai 1976 zum Weihbischof in Huancavelica und Titularbischof von Thucca in Mauretania. Der Bischof von Abancay, Enrique Pélach y Feliú, spendete ihm am 4. Juli desselben Jahres die Bischofsweihe; Mitkonsekratoren waren Alcides Mendoza Castro, Erzbischof ad personam des peruanischen Militärordinariates, sowie Florencio Coronado Romaní, Bischof von Huancavelica. Er engagierte sich gegen Armut und den Terrorismus des Sendero Luminoso.
Papst Johannes Paul II. ernannte ihn am 14. Januar 1982 zum Bischof von Huancavelica. In Huancavelica gründete er das weltweit höchstgelegene katholische Priesterseminar auf über 3.700 m über NN in den zentralperuanischen Anden. Am 18. Juni 2005 nahm Papst Benedikt XVI. seinen altersbedingten Rücktritt an.

## Auszeichnungen und Ehrungen
- Medalla de Oro de Santo Toribio de Mogrovejo (verliehen von der peruanischen Bischofskonferenz, 2006)

## Schriften
- mit Enrique Pélach y Feliú: Santos evangelios y hechos de los apostoles. Primera versión católica en quechua y castellano. Editorial Andina, Lima 1974.